# Nju (film)
Nju (Nju – Eine unverstandene Frau) è un film del 1924, diretto da Paul Czinner. 

## Trama
Il marito trascura Nju, sua moglie.
Ad un ballo, Nju e il marito fanno la conoscenza di un poeta, che in seguito viene invitato a casa della coppia, dove, probabilmente non insensibile agli elogi che il marito tesse di Nju (ed indirettamente di sé stesso), egli comincia a nutrire sentimenti per la donna. E viceversa.
Nel marito nasce la gelosia.
È ancora il marito, che, dopo un chiarimento col poeta – che peraltro non fa che mettere in luce il fatto ineluttabile che Nju ed il poeta si amano – offre l'opportunità alla donna di lasciarlo: in una colluttazione fra il poeta ed il marito, armato di pistola, uno sparo, che fortunatamente non colpisce nessuno, viene esploso. Nju allora dichiara di voler abbandonare il marito, affermando di considerarlo troppo pericoloso, mentre in realtà in tal modo non fa che utilizzare un pretesto per assecondare le pulsioni del proprio cuore. A nulla valgono le suppliche del marito, i suoi avvertimenti ("si stancherà di te…"), ed infine la sua moderata violenza: anzi, tutto ciò non fa che confermare Nju nella propria decisione. Ella lascia quindi il marito (e la figlioletta) e si stabilisce in una camera in affitto, mentre diventa a tutti gli effetti l'amante del poeta.
Il poeta trascura Nju.
Sembra che l'avvertimento del marito sia stato esatto: il poeta pare essersi stancato di Nju. Il marito intanto rintraccia Nju e le fa visita, con fiori e proposte di riconciliazione. Invano. Ma il poeta viene a saperlo.
Nel poeta nasce la gelosia.
Nju ed il poeta, per questo motivo, hanno un diverbio, a seguito del quale il poeta lascia l'abitazione della donna ("puoi sempre tornare da lui", le dice, adirato.). Nju comincia a dubitare della giustezza della propria scelta di separazione, a tal punto che una notte, non troppo tempo dopo che il marito le ha fatto visita, sentendosi abbandonata dal poeta, si dirige verso la sua casa coniugale con propositi di riconciliazione. Qui, però, ad aprire il portone è una persona, una donna, che si libera frettolosamente di lei dicendole che il padrone di casa è assente. O forse il marito si è negato, pensa Nyu…
Il telefono a casa di Nyu, intanto, squilla insistentemente: è il poeta, che verosimilmente ha intenzione di riappacificarsi con l'amante. Troppo tardi: Nyu, dopo essere stata respinta presso il portone di casa del marito, ha girovagato per le vie della città e si è gettata da un ponte, togliendosi la vita.

## Produzione
Le riprese per Nju sono state effettuate in marzo/aprile 1924 negli studi Efa-Atelier e a Staaken (Berlino). Il film, che porta come sottotitolo Eine unverstandene Frau ("una donna incompresa") è uscito il 22 novembre 1924 al cinema Alhambra di Berlino.

## Accoglienza
All'indomani della prima, F.W.K. ha scritto: "Nju ci ha fatto tre doni di gran valore: primo, un nuovo regista, secondo, una nuova star, e terzo, la consapevolezza che anche nel genere del Kammerspiel esistono film che possono soddisfare il grande pubblico. Paul Czinner, con questo film, rientra nella prima fila dei nostri registi. Elisabeth Bergner, di per sé non predestinata al cinematografo, dimostra il trionfo della sapienza attoriale all'interno del terreno accidentato del film di oggi, mentre Jannings e Veidt confermano di essere i maggiori attori cinematografici tedeschi del momento. La materia teatrale è rielaborata per il film con un tocco sensibile, che è facile seguire in tutte le sue minuzie all'interno del lavoro, e tuttavia con uno spaventoso realismo e una pittura dei sentimenti di sorprendente pregnanza e nello stesso tempo attenentesi strettamente al necessario. Da una parte abbiamo Jannings, il marito, una sorta di bifolco umanizzato, di buon cuore, ragionevole, ricco e satollo, e brutale negli affetti, che di fronte alla decisione di Nju di lasciarlo va in frantumi, e dal pezzo d'uomo che era diventa un omuncolo. Dall'altro lato Elisabeth Bergner, un uccellino svolazzante che si sfracella di fronte alla prosaicità della vita. Le mani, i piedi, il collo, le spalle di questa donna giocano un gioco sotterraneo di infinite sfaccettature, in miriadi di luci sfavillanti e di bagliori da saga che ci fanno meravigliare – uno stupore raccolto."
In un articolo, con la stessa data, del Lichtbild-Bühne, K.M. riprendeva: "Una trattazione comune, una materia comune, ma certamente un film non comune. La maniera in cui il tema, l'apparire di un "terzo" all'interno di una coppia altrimenti felicemente sposata, viene trattato da Paul Czinner in modo da sollevare il suo lavoro dagli altri film che si occupano della stessa tematica. Nel film la struttura del triangolo amoroso viene presa in considerazione dai suoi inizi fino al finale tragico. Czinner si è facilitato il lavoro avendo a disposizione i tre migliori attori in circolazione. Elisabeth Bergner nel ruolo di Nju, Emil Jannings in quello di suo marito, e Conrad Veidt, il "terzo" del triangolo. La Bergner è alla sua prima esperienza cinematografica, e mette in opera le sue finezze dalla prima all'ultima scena. Jannings, che dopo diverso tempo rivediamo in abito da sera, mostra tutte le sfumature di un uomo che si crogiola nella felicità del proprio matrimonio, e che, a seguito del tradimento della moglie, giunge a mettere in giuoco il proprio equilibrio interiore. Conrad Veidt è demonico, superiore, privo di scrupoli."
Oskar Kalbus, in Vom Werden deutscher Filmkunst del 1935, così si esprime: "Ci sono naturalmente anche film del genere Kammerspiel che fanno uso di didascalie: tale è Nju, realizzato dal regista Paul Czinner in questo stile, totalmente naturalistico, una copia dal vero della realtà. La storia di una donna (Elisabeth Bergner), che, senza farsi troppe illusioni, convive col marito, che segue poi l'amante (Conrad Veidt) e perde in tal modo corpo e anima."
La guida cinematografica dell'editrice Reclam, nella sua edizione del 1973, afferma: "Il film ha la sua chiave di lettura nella riservatezza. È solo con vaghi accenni che la monotonia del matrimonio borghese di Nju viene delineata. E il fallimento che si profila è tratteggiato da Czinner attraverso l'analogia di gesti comuni, che alla fine rivelano che il romantico amante è in realtà fratello in ispirito dello sposo." (DE) Dieter Krusche, Reclams Filmführer, a cura di Jürgen Labenski, Stuttgart, Reclam, 1973,  p. 98.
Heinrich Fraenkel in Unsterblicher Film mette in luce come in tre film centrali della produzione tedesca degli anni '20, Der Geiger von Florenz (con Walter Rilla), Fräulein Else (adattamento di La signorina Else di Arthur Schnitzler) ed in Nju Elisabeth Bergner abbia modo di affinare le proprie abilità da palcoscenico anche all'interno della cornice cinematografica."